# Incredibili
Incredibili (lat.: Unglaublich) ist eine Enzyklika von Papst Pius IX., er schrieb am 17. September 1863 über die „Verfolgung in Neu Granada“ (heute: Kolumbien).
Die Empfänger dieses Rundschreibens waren der Erzbischof von Santa Fe de Bogota und der Bischof von Neu Granada. Der Papst beschrieb zuerst die politische Lage und die Verfolgung der Katholischen Kirche, denn es wurden die Amtsrechte der Bischöfe und Priester eingeschränkt, es wurden Grundstücke und Gebäude enteignet und die Arbeit in den Gemeinden behindert.
Pius IX. lehnte im weiteren Verlauf die Angriffe der Regierung ab und beschrieb einige eklatante Ausschreitungen, darüber hinaus beklagte er die aktive Teilnahme einiger Geistlicher, welche die Regierung unterstützten. Mit scharfen Worten verurteilte er die Regierung von Neu Granada und forderte die Rücknahme aller durch die Regierung beschlossenen Maßnahmen und Gesetze. Abschließend rief er alle Geistlichen, die Gläubigen und die Ordensgemeinschaften zum Widerstand im Namen Gottes auf.